# 圣于尔西斯 (塔恩省)
圣于尔西斯（法語：Saint-Urcisse，法語發音：[sɛ̃.t‿yʁsis]）是法国奧克西塔尼大區塔恩省的一个市镇，属于阿尔比区。

## 地理
圣于尔西斯（43°56'23"N, 1°36'53"E）面积12.05 平方千米，位于法国奧克西塔尼大區塔恩省，该省份为法国南部内陆省份，北起顺时针与阿韦龙省、埃罗省、奥德省、上加龙省和塔恩-加龙省接壤。
与圣于尔西斯接壤的市镇（或旧市镇、城区）包括：蒙迪罗斯、蒙加亚尔、拉索济耶尔圣让、韦尔拉克泰斯库。

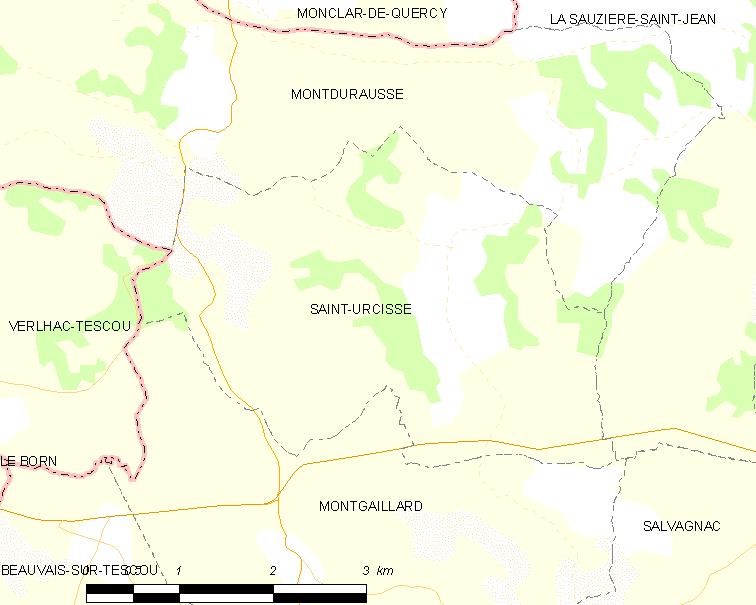
的OSM定位图

圣于尔西斯的时区为UTC+01:00、UTC+02:00（夏令时）。

## 行政
圣于尔西斯的邮政编码为81630，INSEE市镇编码为81272。

## 政治
圣于尔西斯所属的省级选区为葡萄园与城堡庄园县。

## 人口

1962-2008年间人口变化图示

圣于尔西斯于2022年1月1日时的人口数量为225人。